# Hypocrea koningii
Hypocrea koningii är en svampart som beskrevs av Lieckf., Samuels & W. Gams 1999. Hypocrea koningii ingår i släktet svampdynor och familjen Hypocreaceae.   Inga underarter finns listade i Catalogue of Life.